# Babina caldwelli
Babina caldwelli är en groddjursart som först beskrevs av Schmidt 1925.  Babina caldwelli ingår i släktet Babina och familjen egentliga grodor. Inga underarter finns listade.